# Octave Terrienne
Octave Marie Terrienne MSC (ur. 9 września 1902 w Bouvron, zm. 4 marca 1994) – francuski duchowny rzymskokatolicki, misjonarz Najświętszego Serca Jezusowego, biskup, wikariusz apostolski Wysp Gilberta.

## Biografia
Octave-Marie Terrienne urodził się 9 września 1902 w Bouvron we Francji. 27 stycznia 1929 otrzymał święcenia prezbiteriatu i został kapłanem Misjonarzy Najświętszego Serca Jezusowego.
2 grudnia 1937 papież Pius XI mianował go wikariuszem apostolskim Wysp Gilberta oraz biskupem tytularnym Menelaites. 25 czerwca 1938 przyjął sakrę biskupią z rąk biskupa Nantes Jeana-Josepha-Léonce Villepeleta. Współkonsekratorami byli wikariusz apostolski Diego Suarez Auguste Julien Pierre Fortineau CSSp oraz biskup pomocniczy Quimper Auguste-Joseph-Marie Cogneau.
28 lutego 1961 zrezygnował z wikariatu. Jako ojciec soborowy wziął udział w soborze watykańskim II. Zmarł 4 marca 1994.